# Apolysis quebradae
Apolysis quebradae är en tvåvingeart som beskrevs av Hall 1976. Apolysis quebradae ingår i släktet Apolysis och familjen svävflugor. Inga underarter finns listade i Catalogue of Life.